# Boa noite, Vitinho! (1.º single)
Boa noite, Vitinho! foi o primeiro single da banda sonora da série de desenhos animados do Vitinho transmitida, durante mais de dez anos, em horário nobre pela RTP – Rádio e Televisão de Portugal. Foi editado em disco de vinil e cassete no ano de 1986.
Este single musical teve como intérprete a cantora Isabel Campelo e contou com a colaboração do Maestro Baião Simões na direção do coro infantil da TAP Air Portugal. Foi editado e distribuído com o patrocínio dos flocos de cereais Miluvit (da Milupa Portuguesa).
Devido ao seu enorme sucesso, obteve o galardão de Disco de Ouro em 1987.

## Faixas
| Lado A         | |         |  |
| N.º            | Título                                                                                                  | Duração |  |
| 1.             | "Boa noite, Vitinho! I" (Letra: J. Mendes Martins / Música: José Calvário / Intérprete: Isabel Campelo) | 1:00    |  |
| Duração total: | Duração total:                                                                                          | 1:00    |  |

| Lado B         | |         |  |
| N.º            | Título                                                                                               | Duração |  |
| 1.             | "Cantiga do Miluvit" (Letra: J. Mendes Martins / Música: José Calvário / Intérprete: Isabel Campelo) | 4:00    |  |
| Duração total: | Duração total:                                                                                       | 4:00    |  |

## Ficha técnica
- Intérprete: Isabel Campelo
- Orquestração: Orquestra Sinfónica de Londres (dirigida pelo Maestro José Calvário)
- Colaboração: Coro Infantil da TAP Air Portugal (dirigido pelo Maestro Baião Simões)
- Capa: José Maria Pimentel
- Produção: José Maria Pimentel
- Sob licença: Milupa Portuguesa e RTC – Rádiotelevisão Comercial, Lda.
- Editora: Ovação – Comércio e Indústria de Som, Lda.

## Certificações
| País     | Certificador | Certificação | Vendas  |
| -------- | ------------ | ------------ | ------- |
| Portugal | AFP          | 1× Ouro      | +50,000 |